# الأخدع (جنوب وادي الويد)
جبل الأخدع (بفتح الألف وسكون الخاء المعجمة، بعدها دال مهملة مفتوحة، فعين مهملة) هو جبل صغير يقع في ديار قبيلة بلقرن في تهامة جنوبي وادي الويد في مركز العرضية الجنوبية في محافظة العرضيات في منطقة مكة المكرمة في المملكة العربية السعودية